# スティーヴン・モイヤー
スティーヴン・モイヤー（Stephen Moyer、1969年10月11日　- ）は、イギリスの俳優。

## 経歴
1969年10月11日、イギリスのエセックスにて生まれた。
海外ドラマ『トゥルーブラッド』にビル・コンプトン役で出演した。

## 私生活
昔付き合っていた彼女との間に、2人の子供がいる。
2010年に、トゥルーブラッドで共演した女優のアンナ・パキンと結婚した。

## 出演

### 映画
- エクスカリバー Prince Valiant　(1997)
- Comic Act (1998)
- クイルズ Quills (2000)
- Trinity (2001)
- レジェンド・オブ・アロー Princess of Thieves (2001)
- UPRISING アップライジング Uprising (2001)
- Deadlines (2004)
- Undiscovered (2005)
- 88ミニッツ 88 Minutes (2007)
- Alternate Endings (2007)
- 氷の素肌 ネイキッド・シンドローム Restraint (2008)
- Open House (2010)
- プリースト Priest (2011)
- 恐怖ノ黒電話 The Caller (2011)
- 顔のないスパイ The Double (2011)
- デビルズ・フォレスト 悪魔の棲む森 The Barrens (2012)
- デビルズ・ノット Devil's Knot (2013)
- エビデンス -全滅- Evidence (2013)
- コンカッション Concussion (2015)
- ザ・インターセクションズ Detour (2016)
- ハットンガーデン・ジョブ The Hatton Garden Job (2017)
- アフター -砕かれる心- After We Fell (2021)

### テレビドラマ
- Conjugal Rites (1993 - 1994)
- Castles (1995)
- Lord of Misrule (1996)
- 修道士カドフェル Cadfael (1996)
- フロスト警部 A Touch of Frost (1997)
- The Grand (1997)
- Ultraviolet (1998)
- Highlander: The Raven (1999)
- バーナビー警部 Midsomer Murders (1999)
- Life Support (1999)
- Cold Feet (1999)
- The Secret (2000)
- Sunburn (2000)
- Peak Practice (2000)
- レジェンド・オブ・アロー Princess of Thieves (2001)
- Men Only (2001)
- Menace (2002)
- Perfect (2003)
- Entrusted (2003)
- NY-LON (2004)
- The Final Quest (2004)
- Waking the Dead (2005)
- Casualty (2006)
- Lillies (2007)
- The Starter Wife (2007)
- Empathy (2007)
- トゥルーブラッド True Blood (2008 - 2014)
- デイアフター2020 首都大凍結 Ice (2010)
- Transformers: Darkness Rising (2012)
- ギフテッド 新世代X-MEN誕生 The Gifted (2017 - 2019)
- エルズベス Elsbeth (2024)

## 受賞
- 2009: サテライト賞 Best Cast-受賞
- 2009: スクリーム賞-受賞
- 2009: ティーン・チョイス・アワード-ノミネート
- 2010: サターン賞-ノミネート
- 2010: ティーン・チョイス・アワード-ノミネート
- 2010: スクリーム賞-ノミネート
- 2010: スクリーム賞-受賞
- 2010: サテライト賞-ノミネート
- 2011: サターン賞-受賞
- 2011: スクリーム賞-ノミネート